# Ålands folkhögskola

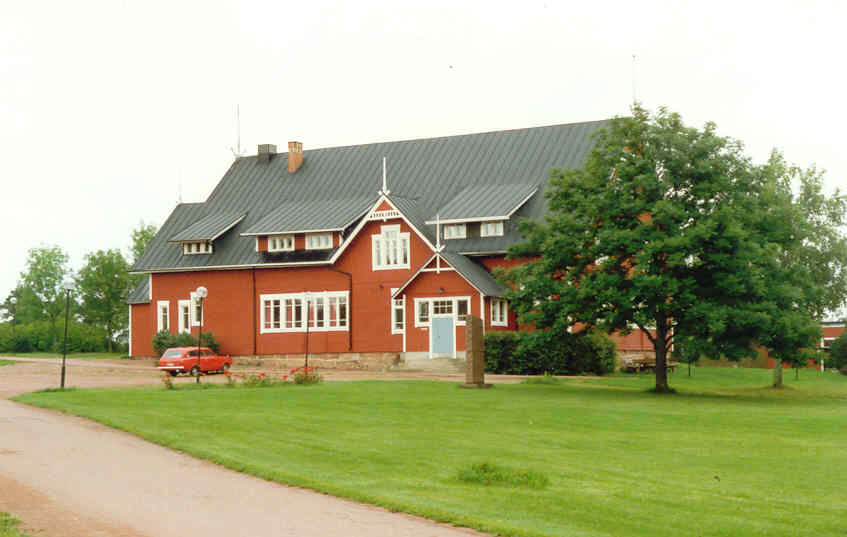
Huvudbyggnaden på Ålands folkhögskola, byggd i fornnordisk stil.

Ålands folkhögskola inledde sin verksamhet 1895 i Jomala och flyttade senare till Strömsvik i Finström. Redan 1854 startade där Ålands första navigationsutbildning på initiativ av kontraktsprosten Frans Petter von Knorring och 1898 invigdes den nuvarande huvudbyggnaden. Under självstyrelsekampen under första världskriget var det ett andligt centrum för ålänningarnas kamp för att bli en del av Sverige. Här träffades representanter från samtliga åländska kommuner den 20 augusti 1917 för att diskutera en återförening med det gamla moderlandet, då Ryssland höll på att lösas upp i samband med ryska revolutionen. Mötet blev startskottet för Ålandsrörelsen.